# Thermofilales
Los termofilales (Thermofilales) son una familia de arqueas de la clase Thermoproteia.